# Счастье вечной ночи (фильм)
«Счастье вечной ночи» (1915) — художественный немой фильм режиссёра Евгения Бауэра. Фильм вышел на экраны 17 ноября 1915 года. Фильм сохранился без надписей.

## Сюжет
Лили Плескова слепа с детства. Братья Вадим и Георгий часто навещают Плесковых. Влюблённый в Лили Вадим надеется вернуть ей зрение. Он добивается того, чтобы Лили сделали операцию. 
Операция проходит успешно, и девушка снова начинает видеть.
Однако, прозрев, она принимает за Вадима его красивого брата Георгия. Из опасений за психику девушки никто не пытается объяснить Лили её ошибку. Вадим делает знак брату, чтобы он не разубеждал Лили.
По просьбе брата Георгий продолжает играть роль Вадима. Назначается день свадьбы, но в этот день появляется бывшая любовница Георгия Сабина, которая не хочет отпускать Георгия от себя. Она говорит Лили, что жених обманывает её. Лили падает в обморок, от пережитого потрясения она снова слепнет.
Проходит время и Лили примиряется со своим несчастьем. Но она по-прежнему любит Вадима и тоска по любимому не даёт ей покоя. Она просит мать позвать Вадима, сказать, что любит и прощает его.  Мать вызывает настоящего Вадима.
Вадим спешит на встречу с ней. Лили при встрече с ним осыпает его поцелуями. И в этот раз ни мать, ни Вадим и не разуверяют Лили в её заблуждении. Для слепой Лили настают дни счастья. Она становится женой Вадима, он окружает её заботами и любовью.

## В ролях
| Актёр                    | Роль              |
| ------------------------ | ----------------- |
| Вера Каралли             | Лили              |
| Ольга Рахманова          | её мать           |
| Витольд Полонский        | Вадим             |
| Олег Фрелих              | Георгий, его брат |
| Евгения Попелло-Давыдова | любовница Георгия |
| Павел Кнорр              | доктор            |
| Тамара Гедеванова        | Медуза            |

## Съёмочная группа
- Режиссёр: Евгений Бауэр
- Оператор: Борис Завелев
- Продюсер: Александр Ханжонков

## Критика
Рецензент журнала «Проектор» назвал фильм удачей: «постановка безупречна, действие развивается естественно и просто …». Критик одобрительно отзывался об актёрских работах: «Очень хороши в этой пьесе г-жа Каралли, очень выдержанно и правдиво играющая слепую, и г. Полонский. Остальные (гг. Пепелло-Давыдова, Фрелих) дают дружный ансамбль». В то же время он констатировал, что удачную сцену зимней вьюги портит появление призрака, довольно грубо сделанного. Критик Валентин Туркин в журнале «Пегас» написал, что «картина является интересной попыткой сочетать реализм психологической драмы с парадоксальностью фабулы романтической новеллы», однако он также раскритиковал сцену метели и появление призрака.
Рецензент «Обозрения театров» написал, что «впечатление зритель получает сравнительно цельное». По его мнению, «хорошо справилась с весьма сложной ролью г-жа Каралли», а также «хорош её партнер г. Полонский».
Более строг был обозреватель «Театральной газеты»: «В этой картине новы лишь сценарий и название ... Остальное всё — видано, перевидано, успело порядком надоесть, примелькалось». Его не убедила игра Веры Каралли в роли слепой, но он одобрительно отозвался об интересной игре Витольда Полонского и неплохой игре других актёров. Обозреватель «Жизни искусства» А. Левинсон, напротив, высоко оценил игру Веры Каралли и считал, что роль слепой девушки не забудется многими.
Историк кино Вениамин Вишневский оценил эту картину как «интересную психологическую кинопьесу».